# Rudy Vallée

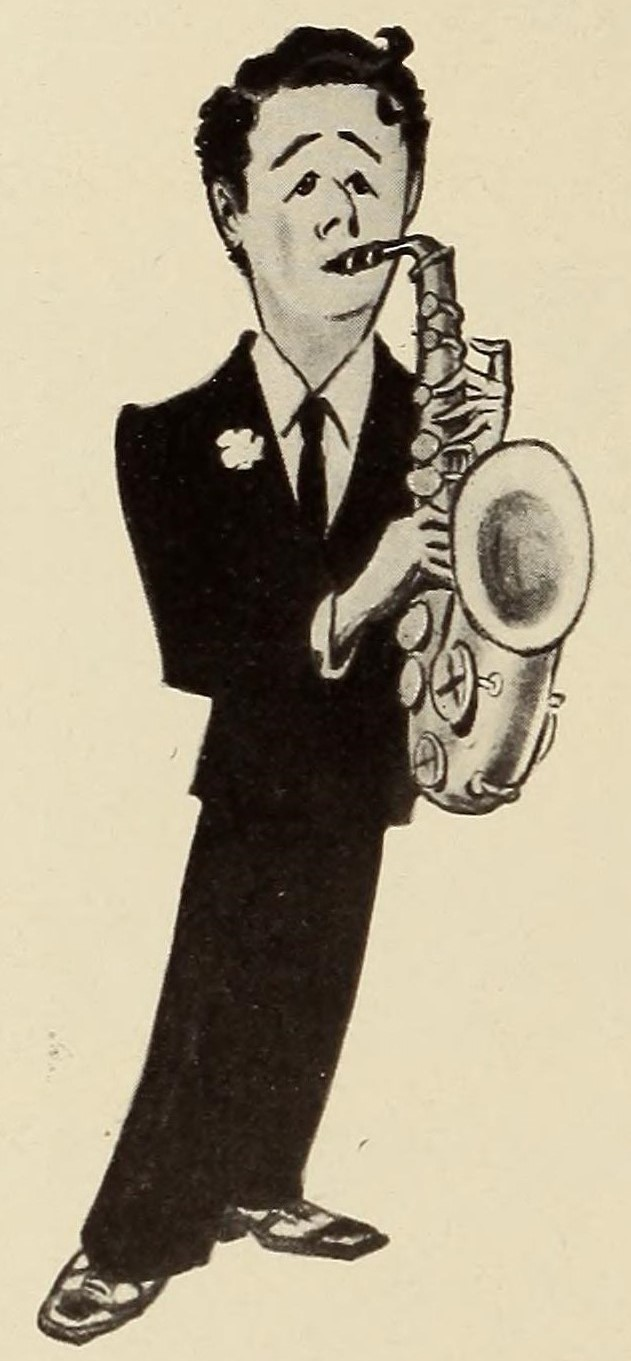

Rudy Vallée (Island Pond, 1901. július 28. – North Hollywood, 1986. július 3.) amerikai dalénekes, szaxofonos, színész, zenekarvezető. Ő volt az első sanzonénekes, aki a New York-i rádióadásokból országos vált országosan népszerűvé.

## Pályakép
Vallée Vermontban államban született. Az apja francia kanadaiaktól származott Quebec közeléből. Rudy Vallée keresztnevét egyetemi diáktársaitól kapta egy szaxofonos után, aki klarinéton és szaxofonon  játszott a Savoy Havana Bandben.
Vallée a Yale Egyetemre járt, és filozófiából szerzett diplomát. Megalapította saját zenekarát Rudy Vallée and the Connecticut Yankees néven. Ott kezdett el énekelni vékony tenorhangján. Ennek kompenzálására az akkor megjelent mikrofonokat vagy megafont használta.
Őt tartják az egyik első tipikus sanzonénesnek Bing Crosby és Frank Sinatra követte), aki különösen sikeres a női közönség körében. Első szerződését 1928-ban a Columbia Recordstól kapta. Szerepelt a rádióban a WABC a Heigh Ho Clubból közvetítették műsorát. Ő volt az első, akivel felvették az As Time Goes By (1931) című dalt, bár a mai leghíresebb verzió az 1942-es Casablanca című filmből származik. A Casablanca film sikere után RCA Victor újra kiadta a régi, 1931-es felvételét.
1928-tól saját műsora volt (The Rudy Vallée Hour), amelyre show-sztárokat is meghívott. Az elsők között, akik fekete zenészeket is bemutattak. 1937-ben ragaszkodott hozzá, hogy Louis Armstrong is fellépjen.
1929-ben az a Marshall Neilan című zenés filmben szerepelt, aztán a The Vagabond Lover (1929) főszerepében. Aztán Preston Sturges rendező felfedezte Vallée komikus tehetségét (The Palm Beach Story, 1942)
Sok dalát ő maga írta – néhányat Duke Ellington. Slágerei között szerepelt a The Stein Song (vagy University of Maine Fighting; 1929), Vieni Vieni (olaszul), a Life Is Just a Bowl of Cherry). Az egyik lemezfelvételén nem tudta abbahagyni a nevetést – Victor kiadta mind a két felvételt.
Vallée az 1940-es és 1950-es években folytatta zenei pályafutását. A parti őrség zenekarát vezette a második világháború alatt. 1950 után már csak ritkán állt filmes kamera előtt. 1961-ben visszatért a How to Succeed in Business Without Really Trying című Broadway-show-val.
A Maine állambeli Westbrook-i Saint Hyacinth temetőben van eltemetve. 1929-ben jelent meg önéletrajza „Vagabond Dreams Come True” címmel.

## Albumok
- 1961: The Young Rudy Vallee
- 1962: Stein Songs
- 1964: The Funny Side of Rudy Vallee
- (én): Is This Your Rudy?
- (én): Hi-Ho Everybody
- (én): Goodnight My Love
- MusicBrainz

## Filmek
- 1929: The Vagabond Lover
- 1938: Gold Diggers in Paris
- 1939: Second Fiddle
- 1942: The Palm Beach Story
- 1945: It's in the Bag!
- 1946: Margie
- 1947: The Bachelor and the Bobby-Soxer
- 1947: The Sin of Harold Diddlebock
- 1948: I Remember Mama
- 1948: My Dear Secretary
- 1948: Unfaithfully Yours
- 1955: Gentlemen Marry Brunettes
- 1967: How to Succeed in Business Without Really Trying
- 1968: The Night They Raided Minsky's
- 1968: Live a Little, Love a Little
- 1976: Won Ton Ton: The Dog Who Saved Hollywood
- Rudy Vallée az IMDb-n

## Díjak
- 1960: Hollywood Walk of Fame

## Fordítás
Ez a szócikk részben vagy egészben  a   Rudy Vallée című német Wikipédia-szócikk ezen változatának fordításán alapul.  Az eredeti cikk szerkesztőit annak laptörténete sorolja fel. Ez a jelzés csupán a megfogalmazás eredetét és a szerzői jogokat jelzi, nem szolgál a cikkben szereplő információk forrásmegjelöléseként.